# Danny Ings
Daniel William John Ings (Winchester, 23 de julho de 1992) é um futebolista inglês que atua como ponta-de-lança. Atualmente está sem clube.
Ings começou a sua carreira na academia do Southampton, mas foi dispensado enquanto ainda era estudante. Posteriormente, juntou-se ao AFC Bournemouth, onde foi progredindo ao longo dos escalões juvenis e sido emprestado ao Dorchester Town até eventualmente ganhar um lugar na equipa sénior. Em 2011, Ings assinou pelo Burnley, onde venceu o prémio de Jogador do Ano do Championship 2013–14, com a equipa a alcançar a promoção à Premier League. Após o Burnley ser despromovido, e o seu contrato com o clube expirar, Ings assinou pelo Liverpool, no verão de 2015. A sua primeira época com os Reds terminou após 2 meses devido a uma lesão. A época seguinte foi novamente marcada por lesões, com Ings a fazer apenas 2 jogos em toda a temporada 2016-17. Em agosto de 2018, Ings foi emprestado ao Southampton, assinando permanentemente pelo clube em julho de 2019. Transferiu-se para o Aston Villa em 2021 e posteriormente para o West Ham United em janeiro de 2023.
Previamente internacional sub-21, Ings estreou-se pela Seleção Inglesa em outubro de 2015.

## Carreira Clubística

### Infância e Início de Carreira
Ings nasceu em Winchester, Hampshire e cresceu em Netley, Hampshire.
Ings sonhava jogar pelo seu clube local, o Southampton. Após uma passagem pelo Netley Central Sports, ingressou na academia dos Saints. No entanto, foi dispensado, com 10 anos, devido à sua baixa estatura. Posteriormente, jogou pelo Itchen Tyro, cujo treinador era o seu pai.

### AFC Bournemouth
Em maio de 2008, com 15 anos, Ings assinou um contrato de 2 anos com o AFC Bournemouth. Após um ano nos escalões jovens, fez a sua estreia profissional a 6 de outubro de 2009, numa derrota por 2–1 frente ao Northampton Town, para o EFL Trophy, entrando como suplente na segunda parte. A sua segunda época no clube foi prejudicada por uma lesão abdominal de longa duração, que limitou o seu tempo de jogo. Ings permaneceu na equipa júnior até ao verão de 2010, assinando aí um novo contrato por mais 3 meses. Em setembro de 2010, renovou novamente até ao final da temporada 2010–11.
Em setembro de 2010, Ings foi emprestado por 1 mês ao Dorchester Town, da Conference South (6ª divisão inglesa). Estreou-se pelo clube a 11 de setembro de 2010, marcando numa derrota por 2–1 frente ao Ebbsfleet United. Marcou novamente a 24 de setembro, numa vitória por 4–1 sobre o Mangotsfield United, para a Taça de Inglaterra. A 6 de outubro, o seu empréstimo foi prolongado por mais 1 mês. Após marcar mais 4 golos, a 12 de novembro, o seu empréstimo foi novamente prolongado por mais 1 mês. A 20 de novembro, Ings marcou numa vitória por 3–1 sobre o Weston-super-Mare, ajudando o Dorchester a avançar no FA Trophy. A 23 de novembro, o Bournemouth, afetado por uma crise de lesões, cancelou o empréstimo de Ings ao Dorchester.
A 30 de novembro de 2010, Ings renovou contrato com o Bournemouth até 2012. A 28 de dezembro de 2010, estreou-se pelo clube numa derrota por 2–0 frente ao MK Dons, na League One, tendo sido substituído na primeira parte. O avançado foi-se progressivamente tornando um titular habitual, estreando-se como marcador a 1 de fevereiro de 2011, numa vitória por 3–2 sobre o Swindon Town. Como recompensa pelo seu bom momento de forma, recebeu uma extensão de contrato até 2013. No mês de abril, Ings destacou-se com 4 golos em 3 jogos. O seu último golo pelo Bournemouth surgiu no último jogo da temporada, na semifinal dos play-offs de promoção contra o Huddersfield Town, em que o Bournemouth foi eliminado nas grandes penalidades. Na época 2010–11, Ings marcou 8 golos em 28 jogos pelos Cherries.
No verão de 2011, Ings foi associado ao Celtic, Liverpool e Newcastle. O Bournemouth rejeitou uma proposta de 400 mil libras do Fulham, clube da Premier League. Em julho, Danny renovou novamente contrato com o Bournemouth, tornando-se um dos jogadores com o salário mais elevado do clube. Ings permaneceu no Bournemouth durante a pré-época 2011–12 e foi titular na primeira partida da época, uma derrota por 3–0 frente ao Charlton Athletic. Foi o seu último jogo pelo clube.

### Burnley

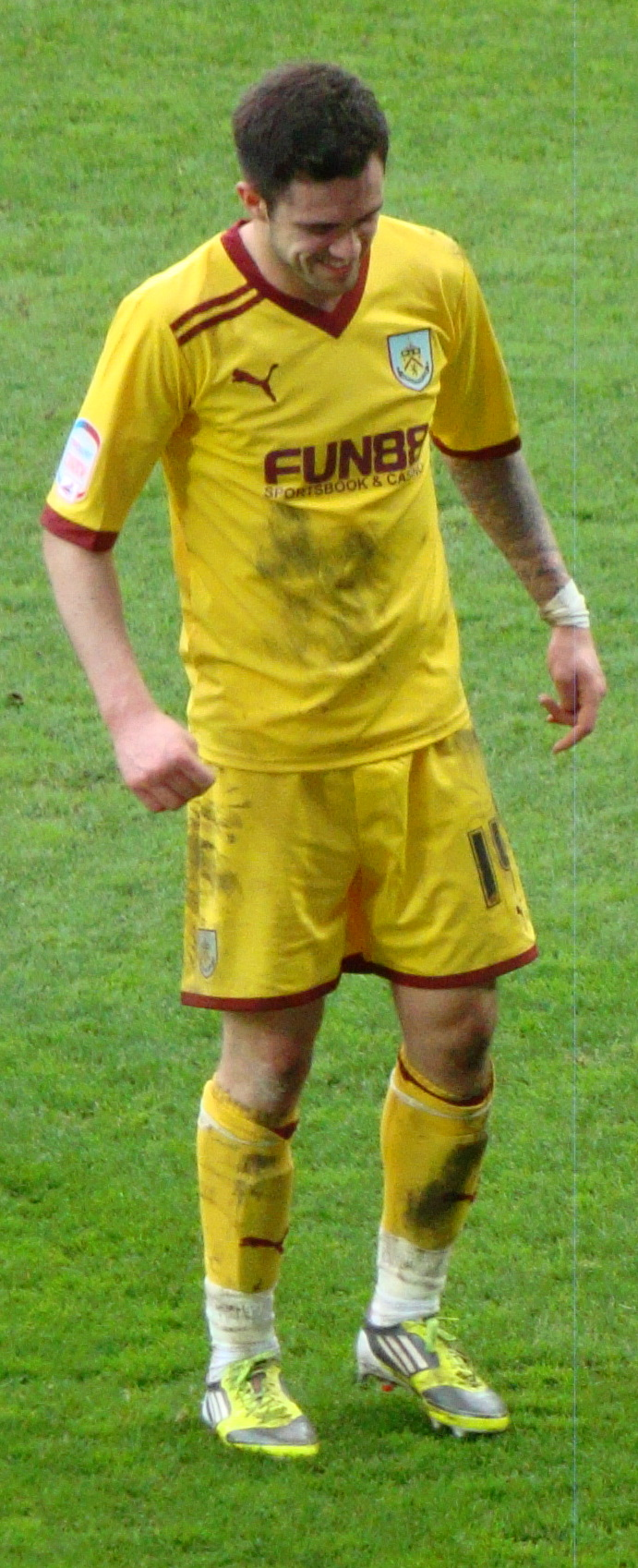
Ings a jogar pelo Burnley, em 2012

A 15 de agosto de 2011, Ings foi contratado pelo Burnley, do Championship, por cerca de 1 milhão de libras, assinando um contrato de 4 anos. Reencontrou o treinador Eddie Howe, que tinha também trocado o Bournemouth pelo Burnley 8 meses antes. 
Estreou-se pelo Burnley a 14 de fevereiro de 2012, numa vitória por 2–0 sobre o Barnsley entrando como substituto de Charlie Austin. A 10 de março foi titular pela primeira vez, num empate por 1–1 frente ao Crystal Palace. A 31 de março, marcou o seu primeiro golo pelo Burnley, num triunfo por 5–1 sobre o Portsmouth. No jogo seguinte, marcou novamente, numa derrota por 3–1 frente ao Birmingham City. O seu terceiro e último golo da temporada surgiu no último jogo do campeonato, através de um remate de longa distância, num empate por 1–1 contra o Bristol City. O Burnley terminou a época em 13º lugar no Championship.
Ings começou a pré-época 2012–13 como titular frequente, após a venda do ponta-de-lança Jay Rodriguez ao Southampton. No último jogo da pré-temporada, uma derrota por 3–1 frente ao Rochdale, sofreu uma grave lesão no joelho. Rompendo a cartilagem do joelho, foi submetido a cirurgia que o deixou fora dos relvados por 6 meses.
Após a transferência do melhor marcador Charlie Austin para o Queens Park Rangers, Ings tornou-se o principal atacante da equipa para a temporada 2013–14. Após uma pré-época positiva, Danny marcou 2 golos nos 3 primeiros jogos do Championship, para além de um tento na Taça da Liga contra o York City. Devido a este bom início de temporada, Ings foi eleito Jogador do Mês do Championship em outubro.
Em março de 2014, Ings foi eleito o Jogador do Ano do Championship pelos Football League Awards. Terminou a época com 22 golos no campeonato, com o Burnley a terminar na 2ª posição e a conquistar a subida à Premier League.
A 19 de agosto de 2014, Ings fez a sua estreia na Premier League, numa derrota por 3–1 frente ao Chelsea. A 26 de outubro, marcou o seu primeiro golo na competição, numa derrota por 3–1 frente ao Everton.
A 22 de novembro de 2014, o Burnley conquistou a sua primeira vitória fora de casa na Premier League 2014–15, graças a um bis de Ings numa vitória por 2–1 sobre o Stoke City, com os 2 golos a surgirem num espaço de 2 minutos. A 13 de dezembro, Ings disputou o seu 100º jogo na liga pelo Burnley, numa vitória por 1–0 sobre o Southampton
Durante janeiro e fevereiro de 2015, Ings marcou 5 golos em 6 partidas da Premier League, incluindo empates com Newcastle United e West Brom e uma vitória sobre o Queens Park Rangers. Em maio, Danny marcou em vitórias por 1–0 sobre Hull City e Aston Villa, encerrando a temporada com 11 golos em 35 jogos no campeonato. No entanto, o Burnley terminou na 19ª posição e foi despromovido para o Championship.

### Liverpool

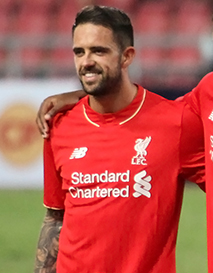
Ings na equipa do Liverpool, em 2015

A 8 de junho de 2015, após o contrato de Ings com o Burnley expirar, o Liverpool anunciou a contratação do avançado, sujeito a exame médico. No entanto, tratando-se de um jogador com menos de 24 anos, o Burnley deveria receber uma taxa a determinar pelos dois clubes. Como um acordo entre os dois não foi alcançado, a taxa foi determinada em tribunal,  pelo Comité de Remuneração de Futebol Profissional. A saga terminou a 28 de abril de 2016, sendo decidido que o Liverpool deveria pagar 6,5 milhões de libras ao Burnley, com um bónus de 1,5 milhões pelo cumprimento de objetivos relacionados com o desempenho do jogador. Além disso, foi imposta uma cláusula que garantia ao Burnley 20% do valor de uma futura venda de Ings. Assim, quando, em 2018, o Liverpool vendeu Ings ao Southampton por 18 milhões de libras, o Burnley teve direito a 3,6 desses milhões.
Ings estreou-se pelo Liverpool a 29 de agosto de 2015, numa derrota por 3–0 em Anfield, contra o West Ham. A 17 de setembro, estreou-se em competições europeias, na fase de grupos da Liga Europa, contra o Bordeaux, entrando como substituto de Divock Origi num empate por 1–1. Três dias depois, num jogo contra o Norwich City, Ings substituiu Christian Benteke ao intervalo e, 3 minutos depois, marcou o seu primeiro golo pelo Liverpool, com o jogo a terminar 1–1. A 4 de outubro de 2015, marcou no Merseyside Derby, contra o Everton, num empate por 1–1.
A 15 de outubro de 2015, no seu primeiro treino com o novo treinador Jürgen Klopp, Ings sofreu uma lesão no ligamento cruzado anterior do joelho esquerdo e que, supostamente, o faria perder o resto da temporada. No entanto, o avançado conseguiu recuperar mais cedo do que o previsto, entrando como suplente no último jogo da época, um empate por 1–1 frente ao West Brom.
Ings começou a temporada 2016–17 a jogar na equipa Sub-23 do Liverpool, para ajudar a recuperar a forma física. A 25 de outubro de 2016, sofreu uma lesão no joelho direito, num jogo da Taça da Liga contra o Tottenham. A lesão requereu cirurgia, e foi anunciado que Ings ficaria afastado dos relvados por pelo menos 9 meses.
11 meses depois da lesão, a 19 de setembro de 2017, Ings voltou a jogar pelo Liverpool, entrando como suplente na segunda parte de uma derrota por 2–0 para o Leicester City, na Taça da Liga. A 21 de abril de 2018, marcou o seu primeiro golo desde a lesão, num empate por 2–2 frente ao West Brom. Este foi também o seu primeiro golo desde 2015 e o seu primeiro golo sob o comando de Klopp.

### Southampton

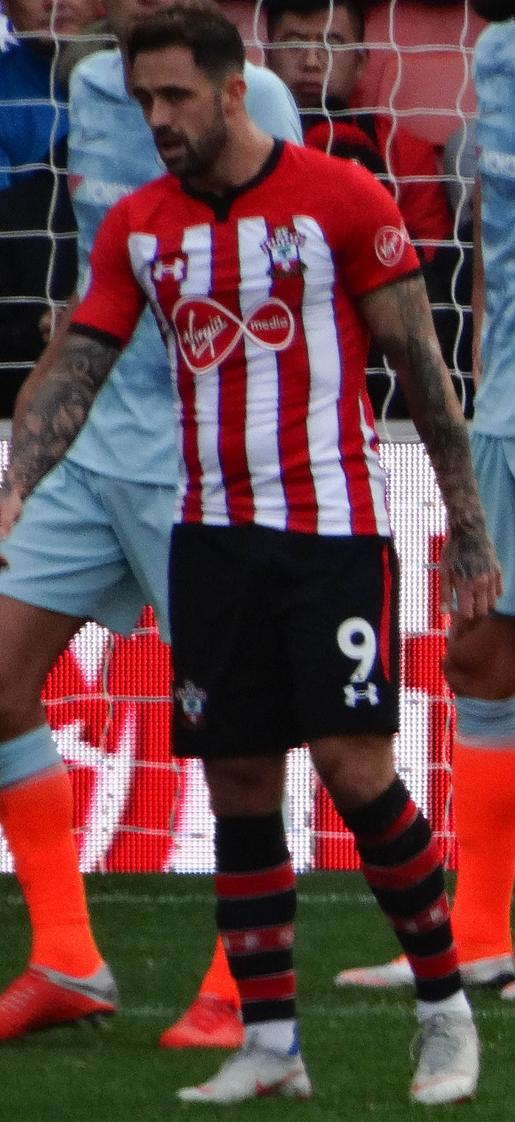
Ings a jogar pelo Southampton, em 2018

Após ter tido poucas oportunidades na temporada 2017-18, devido à boa forma dos atacantes Roberto Firmino, Mohamed Salah e Sadio Mané, Ings solicitou uma transferência no verão de 2018. Embora tivesse disputado poucas partidas na época anterior, Ings era uma figura importante no balneário do Liverpool, pelo que Klopp esteve relutante face à sua saída. A 9 de agosto de 2018, Ings assinou pelo Southampton, também da Premier League, inicialmente por empréstimo até ao final da temporada 2018–19, mas com uma cláusula de compra obrigatória que se ativaria a 1 de julho de 2019, equivalente a 18 milhões de libras, e 2 milhões adicionais caso o jogador disputasse um determinado número de jogos pelo clube. A 12 de agosto, Ings estreou-se pelo Southampton, entrando como suplente na segunda parte de um empate por 0–0 com o Burnley. Marcou o seu primeiro golo pelos Saints cinco dias depois, numa derrota por 2–1 para o Everton. A 1 de setembro voltou a marcar, ajudando o Southampton a alcançar a primeira vitória da época, por 2–0 sobre o Crystal Palace. Ings terminou a temporada 2018–19 com 8 golos em 25 jogos pelo Southampton, que acabou em 16º lugar na Premier League.
Na época 2019–20, Ings marcou 22 golos em 38 jogos na Premier League pelo Southampton, que terminou em 11º lugar na tabela classificativa. Tornou-se apenas o terceiro jogador na história do clube a alcançar 20 golos numa temporada, sucedendo Matt Le Tissier e James Beattie. Ings foi o 2º melhor marcador da Premier League dessa época, em igualdade com Pierre-Emerick Aubameyang, do Arsenal, e apenas um golo atrás de Jamie Vardy, do Leicester.
A 4 de janeiro de 2021, Ings marcou o seu 50º golo na Premier League, numa vitória por 1–0 sobre o seu ex-clube Liverpool. A 14 de janeiro, o treinador do Southampton, Ralph Hasenhüttl, anunciou que Ings tinha testado positivo para COVID-19, o que o levou a falhar um jogo contra o Leicester. Após recuperar da infeção, Ings voltou a marcar a 11 de fevereiro, numa vitória por 2–0 sobre o Wolves, para a Taça de Inglaterra. Na temporada 2020–21, Danny marcou 13 golos em 33 partidas pelo Southampton, que terminou em 15º lugar na Premier League.

### Aston Villa
A 4 de agosto de 2021, Ings assinou um contrato de 3 anos com o Aston Villa, também da Premier League, por uma taxa a rondar os 25 milhões de libras. Na sua estreia pelo clube, a 14 de agosto, marcou um penálti, numa derrota por 3–2 para o Watford. Na semana seguinte, a 21 de agosto, marcou através de um pontapé de bicicleta numa vitória por 2–0 sobre o Newcastle, sendo esse tento eleito o Golo do Mês da Premier League em agosto e o Golo da Temporada do Aston Villa nos prémios de final de época do clube. Na temporada 2021–22, Ings marcou 7 golos em 31 jogos pelos Villains, que terminaram na 14ª posição na Premier League.
Na primeira metade da temporada 2022–23, Ings marcou 7 golos em 21 jogos pelo Aston Villa, antes de se transferir para o West Ham.

### West Ham United
A 20 de janeiro de 2023, Ings assinou por outro clube da Premier League, o West Ham United, em troca de 12 milhões de libras, que aumentariam para 15 milhões caso o West Ham evitasse a descida de divisão rebaixamento no final da temporada. A 25 de fevereiro, Ings estreou-se a marcar pelos Hammers, bisando numa vitória por 4–0 sobre o Nottingham Forest.

## Carreira Internacional
A 3 de outubro de 2013, Ings foi pela primeira vez convocado para a Seleção Inglesa de Sub-21 pelo selecionador Gareth Southgate. Estreou-se na semana seguinte, entrando como suplente numa vitória por 4–0 sobre San Marino. Voltou a jogar pela equipa a 19 de novembro, novamente contra San Marino, bisando numa vitória por 9–0. Entre 2013 e 2015, Ings somou 13 internacionalizações e 4 golos pelos Sub-21 ingleses.
A 1 de outubro de 2015, Ings foi convocado pela primeira vez para a Seleção Inglesa sénior, pelo selecionador Roy Hodgson, para os últimos jogos de qualificação para o Euro 2016 contra Estónia e Lituânia. Estreou-se contra a Lituânia, a 12 de outubro, substituindo Harry Kane aos 59 minutos de jogo. Inglaterra venceu por 3–0.
Ings só voltou a jogar pela Seleção Inglesa quase 5 anos depois, a 5 de setembro de 2020, entrando como suplente aos 68 minutos de jogo numa vitória por 1–0 sobre a Islândia, na Liga das Nações. Marcou o seu primeiro golo pela Seleção a 8 de outubro, numa vitória por 3–0 num amigável contra o País de Gales, em Wembley.

## Vida Pessoal
Fora do campo, Ings ganhou a reputação de cometer vários atos de caridade. Em novembro de 2014, lançou e financiou o Danny Ings Disability Sport Project, que oferece treinos de futebol a crianças com deficiências e dificuldades de aprendizagem, tendo sido inspirado por um jovem adepto deficiente do Burnley.
O seu pai, Shayne Ings, jogou como extremo e lateral do Netley Central Sports, em Hampshire. O pai de Ings ainda trabalha como pedreiro e a sua família mora na mesma casa em Netley.

## Estatísticas de Carreira

### Clube
- Atualizado até 28 de maio de 2023

| Clube                  | Temporada         | Campeonato        | Campeonato | Campeonato | FA Cup | FA Cup | EFL Cup | EFL Cup | Outros | Outros | Total | Total |
| Clube                  | Temporada         | Divisão           | Jogos      | Golos      | Jogos  | Golos  | Jogos   | Golos   | Jogos  | Golos  | Jogos | Golos |
| ---------------------- | ----------------- | ----------------- | ---------- | ---------- | ------ | ------ | ------- | ------- | ------ | ------ | ----- | ----- |
| Bournemouth            | 2009–10           | League Two        | 0          | 0          | 0      | 0      | 0       | 0       | 1      | 0      | 1     | 0     |
| Bournemouth            | 2010–11           | League One        | 26         | 7          | —      | —      | 0       | 0       | 2      | 1      | 28    | 8     |
| Bournemouth            | 2011–12           | League One        | 1          | 0          | —      | —      | 0       | 0       | —      | —      | 1     | 0     |
| Bournemouth            | Total             | Total             | 27         | 7          | 0      | 0      | 0       | 0       | 3      | 1      | 30    | 8     |
| Dorchester Town (emp.) | 2010–11           | Conference South  | 9          | 4          | 2      | 2      | —       | —       | 2      | 1      | 13    | 7     |
| Burnley                | 2011–12           | Championship      | 15         | 3          | 0      | 0      | 0       | 0       | —      | —      | 15    | 3     |
| Burnley                | 2012–13           | Championship      | 32         | 3          | 1      | 0      | 0       | 0       | —      | —      | 33    | 3     |
| Burnley                | 2013–14           | Championship      | 40         | 21         | 1      | 1      | 4       | 4       | —      | —      | 45    | 26    |
| Burnley                | 2014–15           | Premier League    | 35         | 11         | 1      | 0      | 1       | 0       | —      | —      | 37    | 11    |
| Burnley                | Total             | Total             | 122        | 38         | 3      | 1      | 5       | 4       | —      | —      | 130   | 43    |
| Liverpool              | 2015–16           | Premier League    | 6          | 2          | 0      | 0      | 1       | 1       | 2      | 0      | 9     | 3     |
| Liverpool              | 2016–17           | Premier League    | 0          | 0          | 0      | 0      | 2       | 0       | —      | —      | 2     | 0     |
| Liverpool              | 2017–18           | Premier League    | 8          | 1          | 1      | 0      | 1       | 0       | 4      | 0      | 14    | 1     |
| Liverpool              | Total             | Total             | 14         | 3          | 1      | 0      | 4       | 1       | 6      | 0      | 25    | 4     |
| Southampton (emp.)     | 2018–19           | Premier League    | 24         | 7          | 0      | 0      | 1       | 1       | —      | —      | 25    | 8     |
| Southampton            | 2019–20           | Premier League    | 38         | 22         | 2      | 1      | 2       | 2       | —      | —      | 42    | 25    |
| Southampton            | 2020–21           | Premier League    | 29         | 12         | 3      | 1      | 1       | 0       | —      | —      | 33    | 13    |
| Southampton            | Total             | Total             | 91         | 41         | 5      | 2      | 4       | 3       | —      | —      | 100   | 46    |
| Aston Villa            | 2021–22           | Premier League    | 30         | 7          | 1      | 0      | 0       | 0       | —      | —      | 31    | 7     |
| Aston Villa            | 2022–23           | Premier League    | 18         | 6          | 1      | 0      | 2       | 1       | —      | —      | 21    | 7     |
| Aston Villa            | Total             | Total             | 48         | 13         | 2      | 0      | 2       | 1       | —      | —      | 52    | 14    |
| West Ham United        | 2022–23           | Premier League    | 17         | 2          | —      | —      | —       | —       | 5      | 1      | 22    | 3     |
| Total de Carreira      | Total de Carreira | Total de Carreira | 328        | 108        | 13     | 5      | 15      | 9       | 16     | 3      | 372   | 125   |

### Internacional
| Seleção    | Ano   | Jogos | Golos |
| ---------- | ----- | ----- | ----- |
| Inglaterra | 2015  | 1     | 0     |
| Inglaterra | 2020  | 2     | 1     |
| Total      | Total | 3     | 1     |

| Nº | Data                 | Local                                   | Internacionalização | Adversário    | Placar | Resultado | Competição | Ref.   |
| -- | -------------------- | --------------------------------------- | ------------------- | ------------- | ------ | --------- | ---------- | ------ |
| 1  | 8 de outubro de 2020 | Estádio de Wembley, Londres, Inglaterra | 3                   | País de Gales | 3–0    | 3–0       | Amigável   | [ 94 ] |

## Títulos
West Ham United
- Liga Conferência: 2022–23[95]

Individuais
- Jogador do Mês do Championship: Outubro de 2013[39]
- Equipa do Ano do Championship: 2013–14[96]
- Jogador do Ano do Championship: 2013–14[40]
- Jogador da Temporada dos Adeptos do Southampton: 2019–20[97]